# Oksigenoterapija
Oksigenoterapija je jedna od osnovnih terapijskih mjera u liječenju bolesnika s hipoksemijskom hipoksijom. Može se primijeniti i kod drugih oblika tkivne hipoksije ali s minimalnim učincima ili bez ikakvih rezultata. Po načinu primjena, oksigenoterapija može biti kratkotrajna (akutna) i dugotrajna (kronična).

## Osnovne postavke

### Definicija
Liječenje kisikom ili oksigenoterapija podrazumijeva primjenu kisika u koncentraciji većoj od koncentracije u zraku (koja je na normalnom atmosferskom tlaku oko 21%).

### Patofiziološki mehanizmi tkivne hipoksije
Razlozi tkivne hipoksije mogu biti:
1. Hipoksemije izazvane alveolarnom hipoventilacijom i problemima izmjene plinova na respiracijskoj membrani zbog:
- niskoga FiO2 u udahnutom zraku (visoka nadmorska visina);
- alveolarne hipoventilacije (predoziranje opijatima, apneja u snu);
- srčane mane, lobarne pneumonije;
- ventilacijsko-perfuzijskih poremećaja (bronhalna astma, atelektaze, pneumonije).

2. Problemi transporta kisika kroz krvožilni sustav zbog:
- niske koncentracije Hgb (teške anemije);
- slabe tkivne perfuzije (šok);
- abnormalne krivulje disocijacije oksihemoglobina (hemoglobinopatije – npr. pri bolesti srpastih stanica, visoka razina karboksihemoglobina pri trovanju ugljikovim monoksidom);
- trovanja histotoksičnim otrovima koji pogađaju unutarstanične enzime (trovanje cijanidima, septikemija).

### Cilj
Osnovni cilj oksigenoterapije u liječenju hipoksemije zasniva se postizanju sljedećih fizioloških vrijednosti u organizmu:
1. parcijalnog tlaka kisika koji je - PaO2 > 8 kPa (60 mmHg)
2. saturacije kisika u krvi kod koje je - SaO2 > 89-90%
3. porastu parcijalnog tlaka ugljikova dioksida koji je - PaCO2 <10 mmHg, s pH > 7,25.

## Primjena
Oksigenoterapija se primjenjuje prvenstveno za sprječavanje tkivne hipoksije, tj. ponajprije u situacijama u kojima je opskrba tkiva kisikom nedostatna za pokriće metaboličkih potreba. Najčešće je to u sljedećim slučajevima:
1. pri dokazanoj hipoksemiji u odraslih, djece i novorođenčadi starije od 28 dana (PaO2 < 60 mm Hg ili SaO2 < 90% na običnom zraku) i u novorođenčadi mlađe od 28 dana (PaO2 < 50 mm Hg ili SaO2 < 88% ili kapilarni parcijalni tlak O2 < 40 mm Hg);
2. pri akutnim stanjima u kojima se očekuje hipoksemija, primjerice nakon ozbiljnije ozljede ili opekline (hipermetabolizam), neposredno nakon opće anestezije (kod sniženog podražaja za disanje) i pri akutnom koronarnom sindromu (snižen PaO2);
3. raznim drugim indikacijama poput trovanja ugljikovim monoksidom i krize tijekom talasemije (bolesti srpastih stanica).

## Mjere opreza u oksigenoterapiji
Treba osobito naglasiti da je kisik lijek koji treba biti propisan i primijenjen strogo prema indikacijama i pod nadzorom educiranoga osoblja za svo vrijeme primjene oksigenoterapije.

## Vanjske povjeznice
- (srp.) Marija Mitić–Milikić: »Akutna terapija kisikom u HOBP i neželjena dejstva«[neaktivna poveznica], Medicinski fakultet u Beogradu

|  | Molimo pročitajte upozorenje o korištenju medicinskih informacija. Ne provodite liječenje bez savjetovanja s liječnikom! |